# Hednota aurantiacus
Hednota aurantiacus là một loài bướm đêm trong họ Crambidae.